# Penomeño
Penomeño, jedno od plemena američkih Indijanaca jezičnog roda Dorasque-Guaymi i šire porodice Chibchan, ogranak ili srodno s Guaymi Indijancima, nastanjeni na zaljevu Golfo de Parita u Panami. Jezik Penomeño Indijanaca naziva se i penonomeño (penonomenyo).